# 楊麗香
楊麗香（1964年9月13日—），臺灣省彰化縣人，中華民國無黨籍政治人物、前中國國民黨黨員。銘傳女子商業專科學校畢業，曾任第16及17屆彰化縣北斗鎮鎮長，現為中華民國婦女聯合會北斗鎮主任委員。

## 個人背景
楊麗香出生於台灣彰化縣，畢業於銘傳商專五專部，她的丈夫李玄在為第18、19任北斗鎮鎮長，公公李順銘則是曾任當地里長、鎮民代表及鎮長。
早年跟隨丈夫從事農藥販賣生意，有感於當地社區志工的奉獻，即在閒餘之時加入志工服務的行列，為了擴大服務群眾，也陸續加入北斗鎮婦女會成員、民防總隊北斗分隊顧問、社區發展協會志工等。

## 政治參與
2011年7月，楊麗香的公公李順銘在投入北斗鎮鎮長選舉期間賄選，在選後被判決當選無效而解職。楊麗香因此宣布投入鎮長補選，順利當選，成為全鎮首位民選女鎮長，2014年順利連任。曾於任職鎮長期間，遭鎮代會預備刪減預算1億8,000萬，對此代表公所與鎮代會進行溝通協調。
2019年12月，登記參選2020年第10屆彰化縣第3選區立法委員，主要對手為民進黨籍現任立委洪宗熠、中國國民黨籍候選人謝衣鳳，因其事前並未參與黨內初選，卻逕自前往中選會登記，而遭中國國民黨彰化縣黨部開除黨籍。參選期間曾與郭台銘、宋楚瑜等人請益，原本規劃以親民黨籍身分參選，後因來不及取得推薦書而作罷。選舉結果獲得8,518票，未勝選。
2023年5月，其夫李玄在當選北斗鎮鎮長後因圖利罪而解職，楊麗香代夫再次參選。後落選。

## 選舉紀錄
| 年度 | 選舉屆數                   | 選舉區           | 所屬政黨   | 得票數 | 得票率 | 當選標記 | 備註 |
| ---- | -------------------------- | ---------------- | ---------- | ------ | ------ | -------- | ---- |
| 2010 | 第十九屆北斗鎮鎮民代表選舉 | 北斗鎮第一選舉區 | 無黨籍     | 464    | 16.32% |          |      |
| 2011 | 第十六屆北斗鎮鎮長補選     | 彰化縣北斗鎮     | 中國國民黨 | 5,208  | 38.82% |          |      |
| 2014 | 第十七屆北斗鎮鎮長選舉     | 彰化縣北斗鎮     | 中國國民黨 | 9,790  | 58.17% |          |      |
| 2020 | 第十屆立法委員選舉         | 彰化縣第三選舉區 | 無黨籍     | 8,518  | 4.47%  |          |      |
| 2023 | 第十九屆北斗鎮鎮長補選     | 彰化縣北斗鎮     | 無黨籍     | 4,266  | 33.16% |          |      |

## 外部連結
- 楊麗香的Facebook專頁